# Merodon strobli
Merodon strobli är en tvåvingeart som beskrevs av Bradescu 1986. Merodon strobli ingår i släktet narcissblomflugor, och familjen blomflugor.
Artens utbredningsområde är Rumänien. Inga underarter finns listade i Catalogue of Life.